# Asplenium mangindranense
Asplenium mangindranense är en svartbräkenväxtart som beskrevs av Tard. Asplenium mangindranense ingår i släktet Asplenium och familjen Aspleniaceae. Inga underarter finns listade.